# Souleyman Alaphilippe
Souleyman Alaphilippe, född 30 juni 2003, är en fransk taekwondoutövare. 

## Karriär
I maj 2022 tog Alaphilippe silver i 63 kg-klassen vid EM i Manchester efter en finalförlust mot turkiske Hakan Reçber. I november 2022 tävlade Alaphilippe i 63 kg-klassen vid VM i Guadalajara, där han blev utslagen i kvartsfinalen av jordanske Zaid Al-Halawani.
I juni 2023 tävlade Alaphilippe i 63 kg-klassen vid VM i Baku, där han blev utslagen i kvartsfinalen av thailändske Banlung Tubtimdang. Samma månad tog Alaphilippe brons i 63 kg-klassen vid europeiska spelen i Kraków-Małopolska. Under 2023 tog han även silver i 68 kg-klassen vid Grand Prix i Taiyuan.